# 索纳布尔
索纳布尔（Sonapur），又称松布尔（Sonepur）、苏伯尔讷布尔（Subarnapur），是印度奥里萨邦索纳布尔县的一个城镇。总人口17535（2001年）。

## 人口
该地2001年总人口17535人，其中男性9297人，女性8238人；0—6岁人口1852人，其中男969人，女883人；识字率74.06%，其中男性为82.12%，女性为64.97%。